# Mönchsbastei

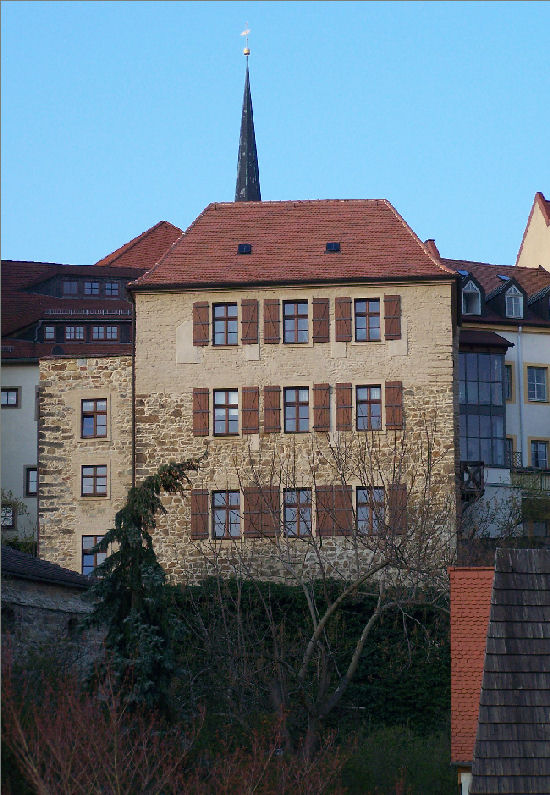
Mönchsbastei, Teil der Stadtbefestigung Bautzen

Die Mönchsbastei, sorbisch Mniša baštaⓘ, ist einer der sieben Basteitürme der Stadtbefestigung von Bautzen. Sie wurde um 1324 als rechteckiger Turm errichtet.
Die Bastei sollte im Kriegsfall von den Mönchen verteidigt werden. Zu diesem Zweck wurde der Bau ab 1433 durch einen Gang mit dem Franziskanerkloster verbunden. Der über die Heringstraße führende Verbindungsgang wurde 1563 abgebrochen. Während der Sanierung des Bauwerkes in den 1990er Jahren gefundene Abwasserkanäle bezeugen zudem die wichtige Rolle der Mönchsbastei für die Abwasserentsorgung des Südteils der mittelalterlichen Altstadt.
Bis 1800 befand sich in der Bastei die Pfarrerwohnung; im Jahr 1813 während der Schlacht bei Bautzen diente sie als Lazarett. In den Jahren 1868 und 1905 erfolgten jeweils Umbauten. Heute wird das Gebäude als Wohnung genutzt.
Beim Blick von der Friedensbrücke findet man die Mönchsbastei, wenn man sich am Turm des Petridoms orientiert. Unterhalb der Mönchsbastei befindet sich das sagenumwobene Hexenhäusel.